# 證明支票
證明支票是一種支票的形式，它由銀行檢查戶口內有足夠的金錢用以支付票上金額，並在支票簽寫時予以證明。這部分資金會被移入銀行的內部戶口，直到支票兌現，或是退回開票人。如此，證明支票不會「跳票」，此外，在這種方式下，證明支票的流通性同現金相似，避免了在銀行出錯。
在一部分國家，例如德國，銀行對支票進行證明屬違法。這種規定應是為了防止證明支票變成現金——即是被認為屬唯一法定貨幣的普遍替代品。德意志聯邦銀行是唯一被授權發行證明支票的金融機構。
證明支票的流通性和支付確定性解釋了它有時被視為等同於現金的事實，例如澳門的賭場信用規定中，法律明確說明如果賭場的贊助者提供籌碼並以證明支票支付，這交易將不被視為信用方式。(參見Law 5/2004, art. 2). 
一部分銀行，例如美国合众银行，仍然會放置證明支票五日在新戶口。有關解釋是由於詐騙，以及為了保護戶口持有人。